# Солунско царство
Солунско царство (грч. Αυτοκρατορία της Θεσσαλονίκης) је историографски назив за грчко-византијску државу чије се седиште од 1224. до 1246. године налазило у Солуну. Творац и најзначајнији владар Солунског царства био је Теодор Анђел Дука Комнин, господар Епира и Тесалије, који је 1224. године срушио крсташку Солунску краљевину, након чега се У Солуну прогласио за цара. Тиме је створено Солунско царство које је постало супарник Никејском царству у борби за византијско наслеђе. Главни непријатељ Солунског царства у борби за превласт у областима Македоније и Тракије било је Друго бугарско царство.
Успон Солунског царства био је заустављен поразом од Бугара у бици код Клокотнице (1230), у којој је цар Теодор био заробљен и ослепљен. Власт у Солуну преузео је његов брат, деспот Манојло Анђел који се такође прогласио за цара, али није био у стању да спречи губитак разних територија које је његов брат раније освојио у Тракији и Македонији. У исто време, осамосталио се и Епир под вођством Михајла II Анђела. Манојло је владао у Солуну све до 1237. године, када се Теодор вратио из заробљеништва и поставио свога сина Јована Анђела за владара, са титулом цара. Јован је 1242. године морао да се одрекне царске титуле, поставши деспот и вазал Никејског царства. Након Јованове смрти (1244), власт у Солуну преузео је његов брат Димитрије Анђео, који је као деспот владао до 1246. године, када је Солунска држава и коначно анектирана од стране Никејског царства.

## Позадина
Након што је у Четвртом крсташком рату освојен Константинопољ, у априлу 1204. године, територија Византије је подељена између крсташких вођа и Млетачке републике. Латинско царство је успостављено у Константинопољу, док је већина северне и источне копнене Грчке припала Солунској краљевини под владавином Бонифација од Монферата. Истовремено, појавиле су се две велике матичне грчке државе које су се противиле Латинском царству и затражиле византијско наследство, такозвано Никејско царство под Теодором I у Малој Азији, и такозвана Епирска деспотовина у западној Грчкој под Михајлом I Комнином, док је трећа држава, такозвано Трапезунтско царство, успоставила независност на удаљеним обалама Понта. Михајло I Комнин Дука је убрзо проширио своју државу у Тесалији, а његов наследник Теодор Анђел Дука Комнин је освојио Солун у 1224. години.

## Успон и пад
Заузимање Солуна, традиционално другог града византијског царства по значају након Константинопоља, омогућило је Теодору да затражи византијску царску круну. Уз подршку епископа из своје државе, крунисан је за цара у Солуну од стране охридског архиепископа Димитрија Хоматијана. Тачан датум крунисања није познат, према неким изворима је у 1225. а према другим у 1227/1228. Отворено исказавши своје царске амбиције, Теодор је своје циљеве усмерио према Константинопољу. Само су никејски цар Јован III Дука Ватац, и бугарски цар Јован Асен II били довољно снажни да му се супроставе. У покушају да предухитре Теодора, Никејци су освојили Хадријанопољ од Латина 1225. године, али је Теодор брзо ушао у Тракију и присилио Никејце да му препусте свој европски посед. Теодор је могао да нападне Цариград, али је из непознатих разлога одложио напад. У међувремену, Никејци и Латини су измирили своје несугласице, а иако је био формално савезник са Теодором, Јован II Асен је такође започео преговоре о династичком савезу између Латинског царства и Бугарске. У 1230. години Теодор је коначно покренуо поход на Константинопољ, али је неочекивано, уместо тога, одвео своју војску северно у Бугарску. У каснијој бици код Клокотнице, Теодорова војска је уништена, а он је заробљен и касније ослепљен.
Овај пораз нагло је умањио моћ Солунске царевине. Држава изграђена на брзом војном ширењу као и на способност свог владара, њена администрација није била у стању да се избори са поразом. Њене територије у Тракији, као и већи део Македоније и Албаније, брзо су припале Бугарима, који су се истакли као најмоћнија сила на Балкану. Теодора је наследио његов брат Манојло Дука. Још увек је контролисао окружење Солуна као и династичке поседе у Тесалији и Епиру, али био је приморан да постане Асенов вазал.  Манојло такође није био у стању да спречи Михајла II Комнин Дуке, ванбрачног сина свог старијег полубрата, Михајла I, да се врати из егзила после Клокотнице и преузме контролу над Епиром, где је уживао значајну подршку. На крају је Манојло морао да прихвати чињенично стање и призна Михајла II као владара Епира под његовим вазалством. Михајло је добио титулу деспота. Од самог почетка Манојлово сизеренство је било само привидно и до 1236–1237. године Михајло је деловао као независтан владар, заузео је Крф и издавао повеље и закључивао уговоре у своје име.
Манојлова владавина трајала је до 1237. године, када га је Теодор свргнуо у државном удару. Он је ослобођен из заробљеништва и потајно се вратио у Солун након што је Јован II Асен оженио његову кћерку Ирину. Како је био ослепљен, Теодор није имао право да буде на престолу и зато је крунисао свог сина Јована Комнина Дуке, али је у суштини он владао из позадине. Манојло је убрзо побегао у Никеју, где је обећао оданост Ватацу. Тако је 1239. године Манојлу дозвољено да отплови до Тесалије, где је почео окупљати војску како би марширао на Солун. Након што је заузео Ларису, Теодор му је понудио нагодбу, по којој ће он и његов син задржати Солун, Манојло би задржао Тесалију, док би други брат, Константин Комнин Дука, владао Етолијом и Акарнијом, које су биле у његовом поседу од 1220-их година. Манојло се сложио и владао је Тесалијом до своје смрти 1241. године, након чега је убрзо заузео Михајло II.

## Потчињеност Никеји
Теодор је 1241. године отишао у Никеју како би потврдио вазалство, али тамо га је Ватац држао заробљеним, а наредне године је кренуо са својом војском у Европу и марширао на Солун. Ватац је морао да прекине кампању и врате се у Никеју када је примио вест о монголској инвазији на Малу Азију, али је успео да обезбеди Јованову покорност: у замену за одрицање од царске титуле и признање никејске власти, Јовану је било дозвољено да остане владар Солуна са титулом деспота.
Јован је умро 1244. године, а наследио га је његов млађи брат Димитрије Анђео Дука. Димитрије је био неозбиљан владар који је врло брзо постао непопуларан међу својим поданицима. Јован III Дука Ватац је 1246. године још једном покренуо поход у Европу. У тромесечној кампањи освојио је већи део Тракије, као и већи део Македоније од Бугарске, која је сада постала његов вазал, док је Михајло II такође проширио своју територију у западној Македонији. Након овог изузетног успеха, Ватац је кренуо према Солуну, где су водећи грађани већ припремали заверу да свргну Димитрија и предају му град. Када се Ватац појавио пред градом, Димитрије је одбио да изађе и ода почаст своме сизерану, али су никејске присталице унутар града отвориле капију и пустиле никејску војску. Солун је припојен Никејској царевини, а Андроник Палеолог је постављен за управника града. Димитрије је послан у угодно прогонство на поседу који му је дат у Малој Азији, а његов отац је протеран у Воден.

## Последице
Михајло II из Епира покушао је да заузме Солун и поново успостави снажну западну грчку државу која је у стању да се супростави Никеји за превласт и византијско царско наслеђе. Први напад 1251–1253. године, охрабрен од стране старог Теодора Комнина Дуке, није успео, и Михајло је био приморан да се повуче. То није одвратило Михајла, који је 1257. године тражио савезништво са другим силама против растуће претње Никеје, укључујући латинску Ахајску кнежевину и сицилијанског краља Манфреда. Михајлове амбиције су пропале у Пелагонијској бици 1259. године. Након Пелагоније, чак су Епир и Тесалија били накратко окупирани од стране Никеје. Што је још важније, победа је отворила пут никејском заузимању Цариграда 15. августа 1261. године, и обнови Византијског царства под династијом Палеолога.

## Владари
Списак владара династије Комнинодуке у Солуну:
- Теодор Анђел Дука Комнин (1224–1230., крунисан за цара између 1225/1227)
- Манојло Дука (1230–1237., крунисан за цара између 1235/1237)
- Јован Комнин Дука (1237–1242. као цар, 1242–1244. као деспот)
- Димитрије Анђео Дука (1244–1246. као деспот)